# مايكل بورتر جر
مايكل بورتر جر (بالإنجليزية: Michael Porter Jr.)‏ هو لاعب كرة سلة أمريكي يلعب في مركز لاعب هجوم قوي الجسم في نادي دنفر ناغتس.

## روابط خارجية
- مايكل بورتر جر على موقع الاتحاد الدولي لكرة السلة (الإنجليزية)
- مايكل بورتر جر على موقع إن بي أي (الإنجليزية)
- مايكل بورتر جر على موقع سبورتس رفرنس (الإنجليزية)
- مايكل بورتر جر على موقع كرة السلة الأوروبية.كوم (الإنجليزية)
- مايكل بورتر جر على موقع إي إس بي إن.كوم (الإنجليزية)
- مايكل بورتر جر على موقع كلية كرة السلة في سبورتس رفرنس.كوم (الإنجليزية)
- مايكل بورتر جر على موقع ريلجم (الإنجليزية)
- مايكل بورتر جر على موقع بروبوليرز (الإنجليزية)